# Александр Баттенберг
Александр Баттенберг (болг. Александър Батенберг; 5 (17) апреля 1857, Верона — 23 октября (4 ноября) 1893, Грац) — первый князь Болгарии из германской династии Баттенбергов, генерал-лейтенант российской армии (15 (27) апреля 1880).

## Происхождение
Александр Баттенберг — второй сын принца Александра Гессен-Дармштадтского от морганатического брака с графиней Юлией Баттенбергской; графиня и её потомки получили титул фон Баттенберг в 1858 году (титул происходит от названия старой резиденции великих герцогов Гессена). Приходился племянником супруге российского императора Александра II Марии Александровне (в девичестве Максимилиана-Вильгельмина-Мария Гессенская), его тётке по отцу.
В детстве и молодости Александр часто посещал Санкт-Петербург. С началом русско-турецкой войны сопровождал своего дядю императора Александра II в походе. За отличие в войне награждён 20 июля (1 августа) 1877 года орденом св. Георгия 4-й степени.

## Правление

### Инвеститура
По завершении войны российский император Александр II предложил на вновь образованный болгарский трон кандидатуру племянника супруги (сын её родного брата Александра Гессенского). 26 июня (8 июля) 1879 года Великое Народное собрание избрало Александра I новым правителем Болгарии.
Согласно Тырновской конституции первый монарх Болгарии получил право остаться в лютеранской вере и не принимать православия. Избрание Баттенберга болгарским князем было признано всеми великими державами, подписавшими Берлинский трактат. Из Константинополя, где князь Александр представился султану Абдул-Хамиду II, от которого он получил инвеституру, он отправился в Варну и вступил на болгарскую территорию. Князь Дондуков-Корсаков, встретив князя в Варне, проводил его до Тырново, где тот 9 (21) июля 1879 года принес присягу на верность конституции, после чего ему было передано управление, а императорский комиссар вместе с русским гражданским управлением и оккупационным войском удалился в Россию.

### Первое правительство Бурмова
Прибыв в Софию, избранную столицей Болгарского княжества, князь Александр поручил составление первого болгарского правительства Тодору Бурмову (воспитаннику Киевской духовной академии).
В состав правительства вошли Марко Балабанов, Григор Начевич и Димитр Греков, управление же военным министерством было поручено русскому генералу Паренсову. Правительство, за исключением военного ведомства, занялось перетасовкой администрации княжества, в составе которой преобладали либералы, то есть сторонники Драгана Цанкова и Петко Каравелова, не попавших в это правительство. Князь предложил Д. Цанкову министерский портфель, но последний, не сочувствуя некоторым членам кабинета, от него отказался.

### Победа оппозиции на выборах и роспуск Собрания
Произведённые во время управления этого кабинета выборы в Народное собрание, имевшее собраться осенью 1879 года, дали значительное большинство партии оппозиции (Цанков, Каравелов, Славейков), и, несмотря на желание князя сохранить кабинет, на другой день после открытия заседания Народное собрание (открылось 27 октября (8 ноября)) выразило полное и резкое неодобрение правительству. Неделю спустя собрание было распущено княжеским указом от 3 (15) ноября, в котором было сказано, что оно распускается потому, что по своему составу не представляет достаточных гарантий для правильного разрешения дел и водворения надлежащего порядка в княжестве.

### Второе правительство Климента
Последовали перемены в кабинете: председатель его, министр внутренних дел Бурмов, допустивший торжество оппозиции на выборах, был уволен и заменен Иконовым, приглашенным на этот пост из Восточной Румелии, а министром народного просвещения, представители которого заявили себя горячими сторонниками оппозиции (болгарские школьные учителя принимали самое деятельное участие в выборах, содействуя своим влиянием успеху депутатов оппозиции), был назначен митрополит Климент Тырновский, которому было предоставлено и председательствование в Совете министров.
Действительным руководителем министерства явился Начевич, соединивший в своих руках управление министерством финансов и иностранных дел (последним временно) и пользовавшийся особым расположением болгарского князя. Этот последний вместе с Грековым и личным секретарем князя, молодым болгарином, воспитывавшимся в Западной Европе, Стоиловым, образовали кружок интимных советников князя, вызывавший против себя негодование оппозиции, которая имела за себя всю болгарскую печать (за исключением одной газеты, руководимой вышеуказанным кружком) и школьных учителей, весьма влиятельных деятелей болгарской общественной жизни.

### Вторые выборы и третье правительство Цанкова
Оппозиция ещё более усилилась многочисленными увольнениями чиновников, произведёнными так называемым консервативным министерством, — эти последние и их родственники выступили на выборах озлобленными противниками правительства. Новые выборы, произведенные в начале 1880 года, дали результаты ещё более неблагоприятные для правительства, и последнее в апреле того же года вышло в отставку. Тогда князь Александр по совету русского императора поручил составление правительства вождю оппозиции, старому болгарскому деятелю, игравшему роль в болгарских делах ещё при турецком владычестве, Драгану Цанкову, который в то время считался наиболее влиятельным и уважаемым в стране и Собрании общественным деятелем, хотя он не пользовался личным расположением князя.
Это правительство, в состав которого вошёл Петко Каравелов и другие представители Радикальной партии, отнеслось серьёзно к своей задаче, обнаружив благоразумную осторожность и сдержанность в своей политике (оно отказалось содействовать революционному движению в Восточной Румелии, которое предполагал вызвать болгарский князь с целью присоединения этой области), заботясь более всего о соблюдении строгой экономии в расходах. Но такая бережливость министерства, сопротивление его приглашению на болгарскую службу помимо согласия народного собрания иностранных чиновников и твёрдое намерение держаться пределов установленного этим собранием бюджета вызвали неудовольствие князя.
Личные враги Цанкова, ближайшие и доверенные советники князя — Начевич, Константин Стоилов и Греков — постоянно подстрекали последнего против министерства, отклонявшего различные финансовые аферы, которые они желали провести в собрании. Поэтому князь ожидал только случая, чтобы отделаться от своего старого и упрямого министра. Этот случай представился в виде недоразумения, возникшего в Дунайской комиссии между австро-венгерским и болгарским представителями. Последний представил возражение против составленного в Вене проекта правил судоходства по Дунаю, хотя этот проект был предварительно одобрен болгарским князем. Австрийский консул принес жалобу на болгарского представителя, обвиняя при этом председателя министерства Цанкова, будто бы давшего болгарскому делегату инструкции действовать вопреки последовавшему соглашению.

### Четвёртое правительство Каравелова
Князь Александр потребовал, чтобы Цанков немедленно вышел из министерства, назначив на его место Каравелова. Он не ладил с военным министром генералом Эрнротом, прибывшим незадолго перед тем из России на место Паренсова. Военный министр не одобрял главы министерства, с которым у него кроме того возникали недоразумения по делам военного ведомства. Бывшие министры, их родственники и вообще консерваторы, недовольные министерством Каравелова, стали говорить о тревожном внутреннем состоянии страны, которая, по их словам, стремилась к явной анархии. Таким положением дел пользовались вышеназванные советники князя, которые желали пересмотра конституции и предоставления ему самых широких полномочий, надеясь при этом ввиду своих личных к нему отношений достигнуть власти и денег. Они поддерживали и распространяли тревожные слухи насчёт политики и намерений правительства Каравелова в издававшейся в Софии газете «Болгарский глас» (которой руководил Начевич), в этом же смысле посылались корреспонденции из Болгарии в европейские и русские газеты.

### Смерть русского царя и узурпация власти
Убедившись в марте 1881 года во время своей поездки в Петербург на погребение императора Александра II, что правительство Каравелова не пользуется сочувствием русского правительства и не встретит в нём поддержки и что порядок, установленный в Тырновской конституции, начинает возбуждать сомнения, решился произвести переворот. Он поспешил произвести таковой до приезда в Софию русского генерального консула М. А. Хитрово (назначенного на место Кумани, отозванного из Болгарии согласно желанию князя). 27 апреля (9 мая) 1881 года на улицах Софии была расклеена прокламация князя Александра к болгарскому народу, которая возвещала об увольнении министерства Каравелова и необходимости приостановить действие Тырновской конституции, которая
«…расстроила страну внутри и дискредитирует её извне.

Такой порядок вещей поколебал в народе веру в законность и правду, внушая ему опасение за будущее. Поэтому — говорил князь Александр в своей прокламации — я решился созвать в наикратчайший срок Народное собрание и возвратить ему вместе с короной управление судьбами болгарского народа, если собрание не одобрит условий, которые я ему предложу для управления страной».
 В заключение прокламации было объявлено, что военному министру генералу Эрнроту поручено составление временного кабинета для обеспечения свободы выборов и поддержания порядка в стране.
Собранное в Систове великое народное собрание 1 (13) июля 1881 года утвердило предложенные ему князем три пункта условий, в силу которых на 7 лет было приостановлено действие Тырновской конституции, а князю были предоставлены широкие полномочия в отношении введения новых учреждений, необходимых для благоустройства страны, с тем чтобы по истечении этого срока было снова созвано Великое Народное собрание для пересмотра конституции согласно указаниям князя.
Во время полномочий князя народные представители должны были собираться только для утверждения бюджета и договоров с иностранными государствами. В течение же первого года болгарскому князю было предоставлено право вовсе не созывать Народного собрания, пользуясь прежним бюджетом. Несмотря на такое одобрение систовским собранием переворота и предоставления ему потребованных полномочий, болгарский князь сознавал шаткость своего положения среди обнаружившегося в княжестве глухого брожения, вызванного переворотом. Каравелов, члены его министерства, а также их сторонники, к домам которых на первое время была приставлена полицейская стража, удалились в соседние страны. Сам Каравелов переехал в Восточную Румелию, а оставшиеся в княжестве агитировали против князя, нарушившего присягу, в том числе и находившийся в заключении Цанков, сосланный в глухой городок Врацу.
Такая оппозиция оказалась опасной князю и его болгарским советникам, которые не только не пользовались доверием народа, но, имея весьма мало сторонников, возбуждали против себя общее озлобление. Таким образом князь Александр мог удержать предоставленные ему полномочия и сам удержаться в Болгарии, только опираясь на Россию, которая в то время пользовалась большим влиянием в стране. Во главе болгарской армии и её отдельных частей, начиная с полковых, батальонных и ротных командиров, стояли русские офицеры, которым подчинились и молодые болгарские офицеры.
Приученное к дисциплине русскими офицерами, болгарское войско привыкло им повиноваться, и они являлись наиболее надежным оплотом для поддержания княжеской власти и порядка в Болгарии. Поэтому в течение всего периода упразднения Тырновской конституции, продолжавшегося два года четыре месяца и несколько дней (с 27 апреля (9 мая) 1881 года по 7 (19) сентября 1883 года), князь Александр вынужден был ставить во главе исполнительной власти русских офицеров Иоганна Эрнрота и Леонида Соболева, которых он назначал председателями двух непродолжительных по времени кабинетов. Министрам из русских поручались министерства внутренних дел и военное, в первом из них участвовали полковник Ремлинген и генерал Крылов, в последнем — генералы Л. Н. Соболев и А. В. Каульбарс.

### Учреждение Госсовета и его роспуск
В 1882 году был учреждён Государственный совет из министров и 12 членов (четверо по назначению князя и 8 по избранию Собранием) для разработки законодательных вопросов, заключения по делам высшей администрации и разрешения пререканий между различными ведомствами.

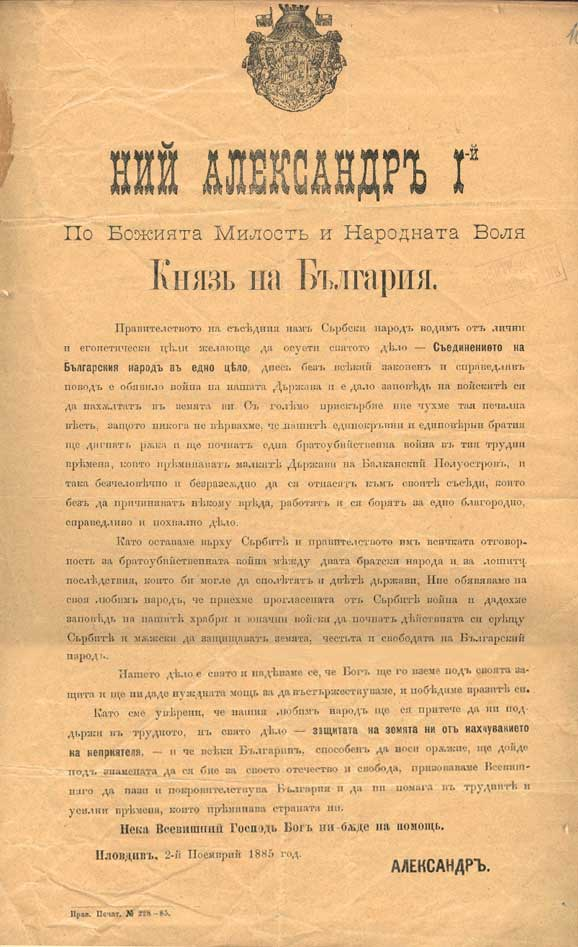
Манифест Александра Баттенберга по поводу Сербско-болгарской войны

Князь был недоволен своими русскими министрами, которые не желали поддерживать во что бы то ни стало малочисленную и не пользовавшуюся расположением и доверием страны партию его любимцев. Они заботились исключительно о поддержании тишины и порядка в стране и об охране национальных её интересов. Кроме того, убедившись, что княжеские любимцы, преследуя чисто личные цели, вносят только интриги в дела высшего управления, неохотно давали им министерские портфели, предпочитая им болгар, стоящих вне борьбы партий. Стоилов и Начевич и примкнувший к ним доктор Вулкович из Восточной Румелии по настоянию князя получали портфели, но скоро теряли их вследствие возникавших при появлении их в министерстве интриг — первые два были уволены, а Вулкович был назначен председателем новоучреждённого Государственного совета, который, впрочем, просуществовал весьма недолго, не оправдав ожиданий князя — при тогдашнем положении Болгарии это учреждение оказалось мертворождённым. Недоразумения между болгарским князем и его русскими министрами (генералами Соболевым и бароном Каульбарсом) настолько обострились, что князь Александр, прибыв в мае 1883 года в Москву на коронацию, выразил желание заменить их другими.

### Восстановление конституции и восьмое правительство Цанкова
Вследствие этих недоразумений был временно командирован в Софию для управления русским генеральным консульством русский посланник в Бразилии А. С. Ионин, которому было предоставлено разрешение пререканий между князем и его русскими министрами. Болгарский князь, недовольный миссией, возложенной на Ионина, поспешил войти в соглашение с оппозицией и Драганом Цанковым, который был вызван для переговоров в Софию. Ведя одновременно переговоры с русским уполномоченным дипломатом и русскими министрами, князь Александр условился о назначении особой комиссии под личным его председательством для пересмотра конституции, после чего было предположено созвать Великое Народное собрание для утверждения необходимых исправлений в Тырновской конституции и заявления о прекращении княжеских полномочий. Затем, с восстановлением нормального порядка вещей, русские министры должны были оставить Болгарию. Вместо того, манифестом от 7 (19) сентября 1883 года князь совершенно неожиданно для своего правительства объявил о прекращении своих полномочий и полном восстановлении Тырновской конституции, поручив составление кабинета Драгану Цанкову.
Генералы Соболев и Каульбарс вслед за изданием манифеста подали прошение об отставке и оставили страну. Такая развязка вопроса ещё более охладила отношения болгарского князя к России, который, будучи недоволен отозванием в Россию некоторых русских офицеров, пользовавшихся его расположением, издал приказ об увольнении всех русских офицеров, состоявших на болгарской службе. Встревоженное таким поступком Александра I, который мог привести к полному разрыву, правительство Цанкова немедленно командировало в Петербург одного из своих членов, Марка Балабанова, для определения условий и срока службы русских офицеров с предложением отмены приказа о русских офицерах в случае согласия русского правительства заключить по этому предмету конвенцию с Болгарией. Эта конвенция была заключена приезжавшим в конце 1883 года в Софию флигель-адъютантом бароном Н. В. Каульбарсом (русским военным агентом в Вене, братом бывшего болгарского военного министра).
Русские офицеры, необходимость которых в качестве инструкторов армии сознавалась правительством и общественным мнением, остались в Болгарии, но им было воспрещено всякое участие в делах политических. Партия Начевича временно сошла с политической сцены, сам он удалился в Румынию, получив место дипломатического агента в Бухаресте. Князь, выжидая хода событий, предоставил управление своему правительству, а сам некоторое время держался в стороне от политики, но правительству пришлось бороться с бывшими эмигрантами, которые после восстановления конституции, возвратившись с Каравеловым из Восточной Румелии и избрав его предводителем оппозиции, восстали против Цанкова. Произведенные в мае 1884 года выборы в Собрание, при производстве которых правительство воздержалось от всякого давления на избирателей, дали огромное большинство оппозиции. Открывшееся 27 июня (9 июля) Народное собрание избрало Стефана Ста́мболова своим председателем, а правительство Цанкова вышло в отставку.

### Девятое правительство Каравелова
Князь поручил составление нового кабинета Каравелову, который составил его из молодых людей своей партии, в которой приобрёл преобладающее влияние новый председатель собрания Стамболов. Во время этого второго правительства Каравелова Александр I, сблизившись с Великобританией (брат его женился на дочери королевы Виктории), после поездки в Лондон вошёл в деятельные сношения с революционной партией, агитировавшей в Румелии с целью ниспровержения существовавшего там правительства и присоединения этой области к Болгарскому княжеству. При этом князь Александр стал усердно искать примирения с либеральной партией, стараясь изгладить воспоминания прошлого, сваливая на Россию свои прежние действия. Он также употреблял все зависевшие от него средства, чтобы расположить к себе болгарских офицеров, в разговорах с которыми постоянно высказывал сожаление, что состоящие на службе в болгарском войске русские офицеры мешают карьере болгарских офицеров — эти слова производили впечатление, вызывая недоразумения и рознь между теми и другими.

## Объединение Болгарии на 5 лет
18 (30) сентября 1885 года в Пловдиве — столице Восточной Румелии — началось Объединение Болгарии. Князь Александр, несмотря на протест России (не желавшей ссориться с Австро-Венгрией), выполняя волю болгарского народа и болгарского правительства, поддержал восстание и объявил о присоединении Восточной Румелии к княжеству, что положило начало Болгарскому кризису власти.
Опасаясь усиления единой Болгарии, сербский король Милан объявил ей войну. Итогом скоротечной войны стал разгром войск Сербии в начале ноября. Болгарское войско перешло в наступление и нанесло второе поражение сербам под стенами принадлежащего последним Пирота, взятого болгарами. Но дальнейшее движение болгар было остановлено ультиматумом, предъявленным 16 (28) ноября князю Александру австро-венгерским консулом в Белграде, графом Кевенхюллером, что привело к заключению перемирия.
Дипломатические переговоры между Болгарским княжеством и Портой на основании конвенции, заключённой великим визирем Кямиль-пашой с болгарским министром иностранных дел Цановым, закончились султанским ираде от 19 (31) января 1886 года, по которому князь Александр был признан на 5 лет генерал-губернатором Восточной Румелии. В таком виде Высокая Порта санкционировала установленный переворотом порядок вещей, а 15 (27) марта был подписан при содействии великих держав в Бухаресте мирный договор между Болгарией и Сербией. 24 марта (5 апреля) 1886 года на конференции послов великих держав была подписана конвенция, признавшая последовавшее между Портой и Болгарским княжеством соглашение, то есть предоставление болгарскому князю управление Восточной Румелией на 5 лет.

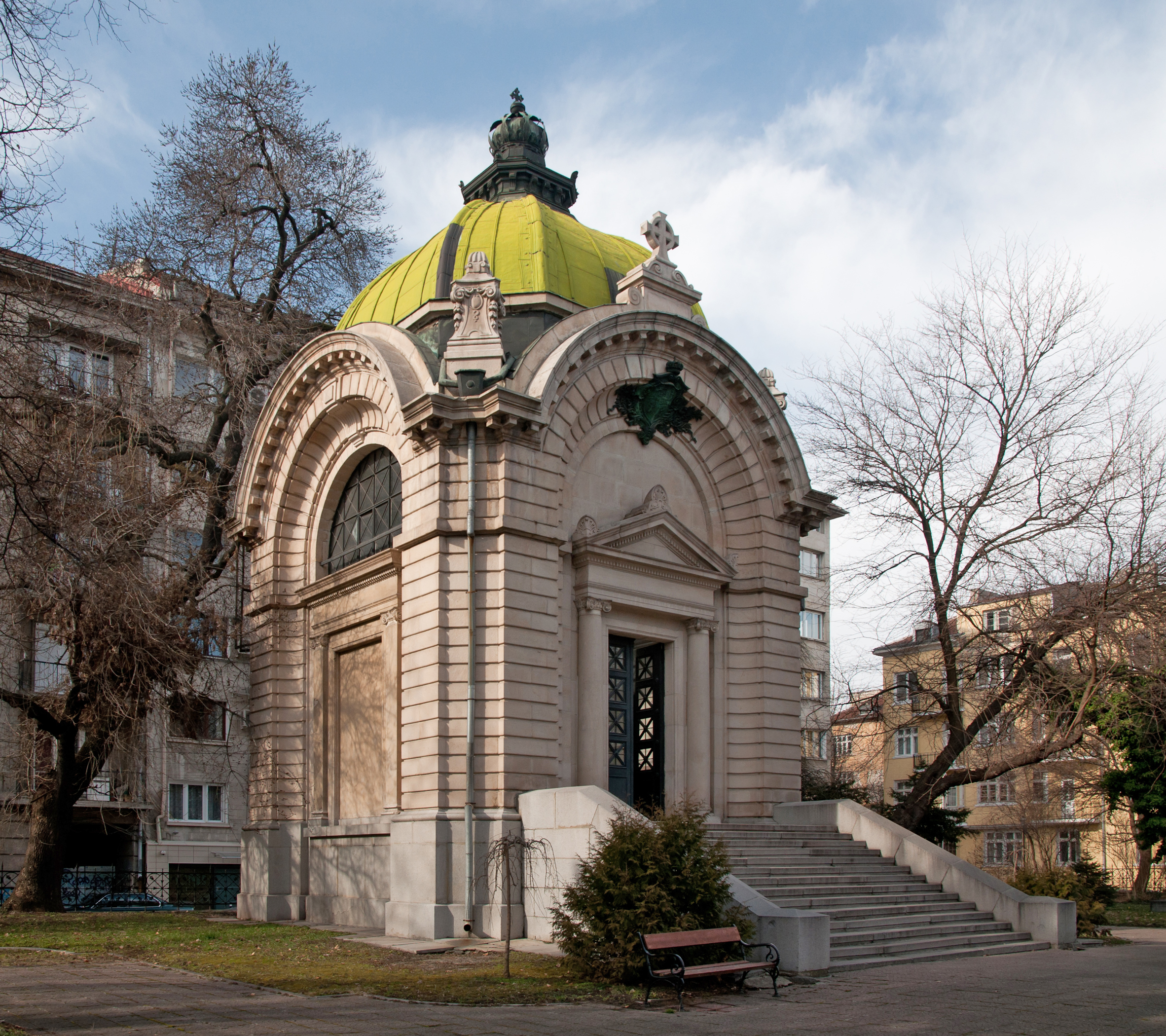
Мавзолей Александра Баттенберга, София

## Переворот и контрпереворот
9 (21) августа 1886 года Александр Баттенберг, при содействии агентов русского правительства, заговором офицеров софийского гарнизона и присоединившегося к ним Струмского пехотного полка был низвергнут с престола и, подписав отречение, был выслан из пределов Болгарского княжества. Низверженный князь был увезён арестовавшими его офицерами из Софии, посажен в Рахове на пароход и под конвоем, во главе которого стоял капитан Карджиев, отправлен в Россию. По высадке его на берег в местечке Рени (в Бессарабии) он был сдан русским властям, предоставившим ему полную свободу, пользуясь которой, он отправился в Австрию.
В Софии после низвержения князя было образовано временное правительство, во главе которого был поставлен тырновский митрополит Климент (светское имя Васил Друмев) (наместник экзарха); в состав этого правительства в качестве министра внутренних дел вошёл Драган Цанков. Несколько дней спустя, во избежание междоусобий, временное правительство передало свою власть Каравелову, Никифорову (занимавшему пост военного министра во время переворота) и начальнику артиллерии Олимпию Панову. Между тем бывший болгарский князь, приехав в Галицию, получил в Львове от Стефана Стамболова из Болгарии приглашение немедленно вернуться назад.
Уступая настояниям Начевича и советам английской и австрийской дипломатии, он поспешил через Румынию в Болгарию. 17 (29) августа, высадившись в Рущуке, Баттенберг отправил телеграмму русскому императору Александру III, в которой заявлял, что, получив от России княжеский венец, он по первому её требованию готов возвратить его. В полученном 20 августа (1 сентября) ответе русского государя содержалось порицание его возвращению в Болгарию.
По приезде в Софию под давлением русского императора он вторично отрёкся от звания болгарского князя и в прощальном воззвании к болгарскому народу от 8 (20) сентября 1886 года объявил, что отъезд его из Болгарии облегчит восстановление добрых отношений с Россией. Перед отъездом князь назначил регентами Петко Каравелова, Стефана Стамболова и Саву Муткурова и новое двенадцатое правительство из радикалов во главе с Василом Радославовым.

## Личная жизнь

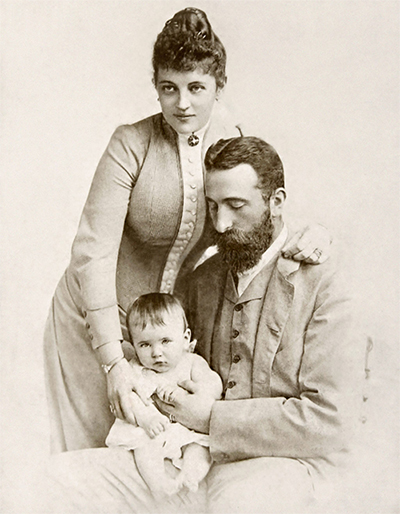
Князь, жена и ребёнок

По отзыву современников, Александр Баттенберг был высокого роста, с красивой внешностью, обходительным и галантным кавалером, но при первом поверхностном знакомстве был заметен его явный снобизм. Обладая ограниченными средствами, он жил сравнительно скромно и, чтобы поправить свои дела, сватался к богатым невестам — герцогине Елене Георгиевне Мекленбург-Стрелицкой и княжне Юсуповой.
Юсупова, зная, что тот только добивается её денег, отказала ему. Сватовство к первой из них было успешным и расстроилось случайно: из-за отстающих часов — Александр Баттенберг не приехал в положенный час на парадный обед к её матери, великой княжне Екатерине Михайловне, на котором должно было быть провозглашено обручение. Возмущённая невежливостью, княжна больше не хотела слышать о сватовстве.
После отречения от престола Александр женился на актрисе Йоханне Лойзингер (1865—1951). Остаток жизни провёл в австрийском городе Грац, где у него родились сын Крум-Асен, граф Хартенау (1890—1965) и дочь Вера-Цветана (1893—1924). Умер 23 октября (4 ноября) 1893 года. Согласно его воле был похоронен в Болгарии, в центре Софии 3 (15) января 1898 года, где сейчас находится Мавзолей Баттенберга. И его сын, и дочь не имели собственных детей (сын Крум-Асен усыновил ребёнка своей супруги), таким образом, на них завершился прямой род Александра Баттенберга.